# Anders Spalding (1659–1698)
Anders Spalding, född 12 januari 1659, död 16 december 1698 i Göteborg, var en svensk borgmästare.

## Biografi
Anders Spalding föddes 1659. Han var son till rådmannen Jakob Spalding och Ingrid von Brobergen i Norrköping. Spalding blev 11 juni 1678 student vid Uppsala universitet och därefter kanslist i Kungliga kansliet. Han blev 29 oktober 1696 justitieborgmästare i Göteborgs stad. Spalding avled 1698 i Göteborg och begravdes 12 april 1699.

### Familj
Spalding gifte sig 1 november 1688 i Sankt Nikolai församling, Stockholm med Magdalena Bunge (1669–1726), dotter till handelsborgmästaren Mårten Bunge och Margareta Jernstedt i Stockholm. De fick tillsammans sonen Jakob Spalding Hjelmberg (1694–1728). Efter Spaldings död gifte Magdalena Bunge om sig med revisionssekreteraren Jakob Hjelmberg.